# Kanako Kitao
Kanako Kitao (Kyoto, 6 de fevereiro de 1982) é uma ex-nadadora sincronizada japonesa, medalhista olímpica.

## Carreira
Kanako Kitao representou seu país nos Jogos Olímpicos de 2004, ganhando a medalha de prata por equipes em Atenas 2004. 